# Bryorachis curiosa
Bryorachis curiosa är en mossdjursart som beskrevs av Gordon och Arnold 1998. Bryorachis curiosa ingår i släktet Bryorachis och familjen Phidoloporidae. Inga underarter finns listade i Catalogue of Life.